# Francs salis
Els Francs salis (en textos llatins: Salii) eren un subgrup dels primers francs, els quals apareixen en textos històrics a partir del segle iii. En aquell temps ocupaven el territori del delta del Rin, al nord de la Gàl·lia. En un principi els romans els van qualificar de "tribu germànica" i de laeti («aliats»), poc després van esdevenir la primera tribu germànica que es va establir permanentment en territori de l'Imperi Romà. Després de colonitzar Batavia, una illa fronterera del Rin, l'any 358, van arribar a una mena d'acord amb els romans que els van permetre establir-se més al sud fins a tocar amb les terres dels Toxandris (una àrea que coincideix amb l'actual Brabant del Nord, la regió belga de Flandes, Kempen i part de Limburg).
Amb el temps, els salii, van ser identificats només amb l'apel·latiu "francs", de manera que el seu nom va deixar d'aparèixer en els textos a partir del segle VII i la seva història es va unir a la del poble franc. El conjunt de lleis conegut com a Lex Ripuaria, fet a Colònia al voltant de l'any 630, és considerat com el darrer escrit legal dels francs salis, al qual pertany la llei Sàlica. Es creu que els reis de la dinastia merovíngia eren descendents dels francs salis.

## Etimologia
Des de començaments de segle vi, els salii apareixen juntament amb la paraula "francs" per a distingir-los dels "francs ripuaris". Salii podria derivar del nom d'una illa al riu, la IJssel, un mot celta que significa "aigua" i que en aquell temps es deia Hisloa, Hisla o també Sala, la qual podria ser el seu primer assentament en territori de l'Imperi Romà. Avui dia aquest territori es diu Salland, això ha portat a creure que l'origen del nom salis podria venir de "terres salines", ja que era una zona d'on s'extreia sal.
Una altra proposta etimològica és que la paraula salis s'hauria originat a partir de la paraula germànica saljon, que vol dir «amic, company» i això estaria en relació amb el fet que en un principi van ser considerats aliats dels romans.
Fins i tot hi ha una proposta etimològica en l'"Encyclopédie", de Denis Diderot, que vincula els salis amb la paraula llatina saliendo(«sortint»), perquè segons Sidoni Apol·linar eren un poble sempre preparats per sortir amb prestesa.

## Cultura
Els francs salis eren un dels pobles que van constituir els inicis de l'actual cultura holandesa. Després d'establir-se en territori romà van constituir una societat de base agrícola en zones que en aquell temps estaven gairebé despoblades. L'idioma dels francs salis va ser l'origen de les llengües de la Baixa Francònia, d'on deriva el neerlandès.
Els francs salis eren un conjunt de tribus que es van confederar per a negociar juntes els seus interessos amb Roma. Cada tribu era un grup de famílies amb lligams de parentiu amb una família principal que els donava el nom i que tenia caràcter de noblesa. La importància del lligam familiar està expressada en la llei sàlica, la qual indicava que un individu no tenia dret a protecció si no estava inclòs en una de les famílies de les seves tribus.

## Religió
Mentre que altres pobles invasors de l'Imperi Romà, com ara els gots, ja començaven a adoptar el cristianisme a partir del segle iv, les creences politeistes van estar més arrelades entre els francs salis, els quals no es van convertir fins que ho va fer el seu rei Clodoveu I, al voltant de l'any 500.

## Història

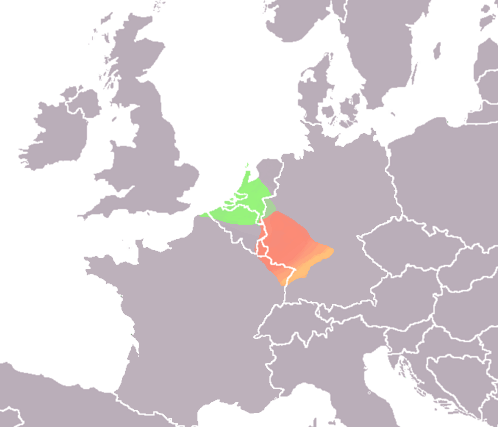
El mapa mostra la distribució dels francs salis i els francs ripuaris. Els primers són en verd i els segons en taronja

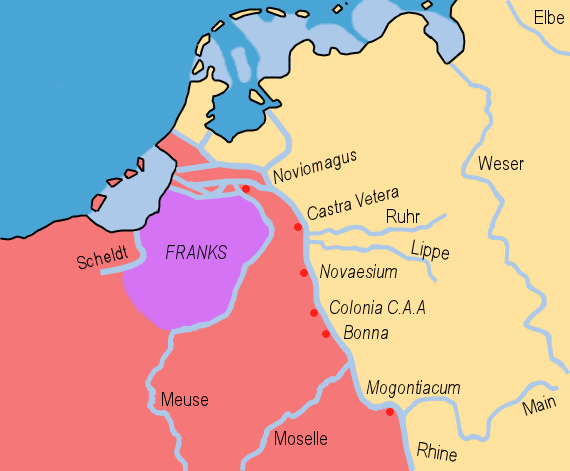
Toxandria, els territoris adquirits a l'Imperi Romà pels francs salis (marcat en lila).

L'any 286, l'emperador Maximià va ordenar al general Carausi que es fes càrrec de la defensa de la costa de Dover de l'atac dels pirates francs. Es creu que aquests francs eren els salis, que abans d'establir-se com a agricultors i terratinents es van dedicar al saqueig. Abans d'aquesta data es desconeix el seu origen. Juntament amb els romans, els saxons els van empènyer a l'interior del continent. Els historiadors Ammià Marcel·lí i Zòsim relaten les seves migracions pel delta del Rin fins a establir-se definitivament.
Un cop restablerta la pau, l'any 297, l'emperador Constanci I Clor va pactar amb els salis que es podrien establir entre els antics habitants de l'illa de Batavia. Ràpidament els nouvinguts van dominar el territori i es van estendre per tot el delta. Durant l'època de l'emperador Marc Aureli Probe (276-282) es va escriure una història dels salis que no deixa clares algunes qüestions com ara el seu passat com a poble mariner. Tampoc queda clar si se'ls va obligar a servir en l'exèrcit de l'emperador com havia passat amb els bataus o el tema de si se'ls va assignar també un altre territori a prop de la mar Negra. Aquest relat diu que un gran nombre de francs salis que havien estat traslladats a Europa de l'est, a prop de la mar Negra, es van apoderar d'uns vaixells romans i se'n van tornar cap al delta del Rin passant per Grècia, Sicília i Gibraltar, causant danys per aquests llocs. Els francs salis van deixar de ser vistos com uns pirates quan altres tribus germàniques, probablement els Saxons, els van obligar a establir-se terra endins. Llavors els salis van rebre protecció dels romans i a canvi els homes van servir uns anys en les tropes romanes de l'emperador Constanci Gal. Malgrat tot no van poder evitar l'embat de les tribus germàniques procedents del nord. D'entre aquestes tribus, la que més va castigar els salis van ser els Camavis (en llatí chamavi). El subseqüent i "insolent" trasllat dels salis cap al territori de Toxandria (entre els rius Mosa i Escalda, en l'actualitat entre els Països Baixos i Bèlgica) va ofendre l'emperador Julià l'Apòstata, que els va atacar. Els francs es van rendir l'any 358 acceptant les condicions de Roma. Segons Zòsim, quan els saxons van començar a atacar els salis i els romans indistintament, l'emperador Julià va aprofitar per establir relacions d'aliança amb els salis i va acceptar que es quedessin a Toxandria.

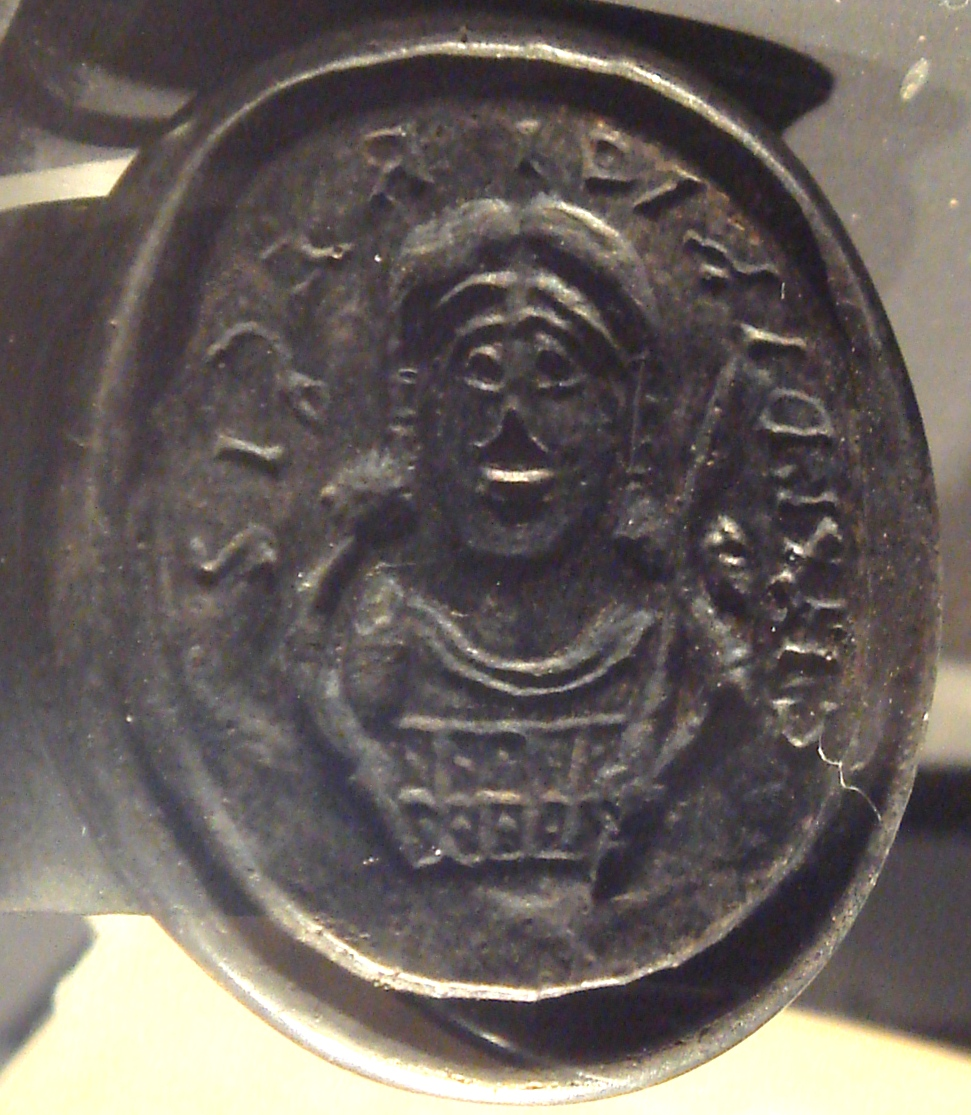
Segell del rei Khilderic I, rei dels francs salis (457 - 481). La inscripció diu:« CHILDIRICI REGIS». trobat a la seva tomba de Tournai

A començaments de segle v una família de francs salis va destacar fins a esdevenir reis, els Merovingis, que van adquirir el nom pel mític pare de Khilderic I, Meroveu, la llegenda del qual és plena d'elements sobrenaturals. A partir del 420, encapçalats per un tal Clodió, es van expandir cap al riu Somme, l'actual França. Van formar un regne, amb Tournai com a capital. Aquest reialme va ser ampliat per Khilderic I i després per Clodoveu, el qual va anar guanyant control sobre els territoris de la Gàl·lia romana, de manera que amb el temps va passar a dir-se Francònia. L'any 451, el general Aeci, que governava l'oest de l'Imperi Romà, va demanar ajuda als aliats salis per a combatre la invasió dels Huns. Els francs salis van col·laborar lluitant als Camps Catalàunics derrotant Àtila, i acabant definitivament amb l'amenaça dels huns.
Clodoveu I va consolidar-se com el rei absolut l'any 486, d'uns súbdits en part francs i en part gal·loromans, a través d'algunes batalles més contra altres tribus germàniques i contra tot aquell que s'oposava a la creació d'aquest regne. Va fixar la capital a París. Els seus fills van expulsar els visigots dels seus territoris, els quals se'n van anar cap a la península Ibèrica. Els francs van haver de lluitar contra els alamans, els burgundis i els turingis i així van aconseguir mantenir un regne i unes terres pròpies. Després de 250 anys d'aquesta dinastia de francs salis, van perdre prestigi i el seu lloc al poder va ser ocupat per una altra dinastia els carolingis, els quals procedien del nord del riu Maas.
Els francs salis van establir una llei que lligava la successió als fills mascles i que va ser adoptada, amb algunes adaptacions, per altres monarquies europees. Cap al segle ix, la divisió entre francs salis i els francs ripuaris va deixar d'existir formant un sol grup, passant a ser una distinció nominal que només es feia servir en cas d'haver de jutjar una persona.